# Many (Moselle)

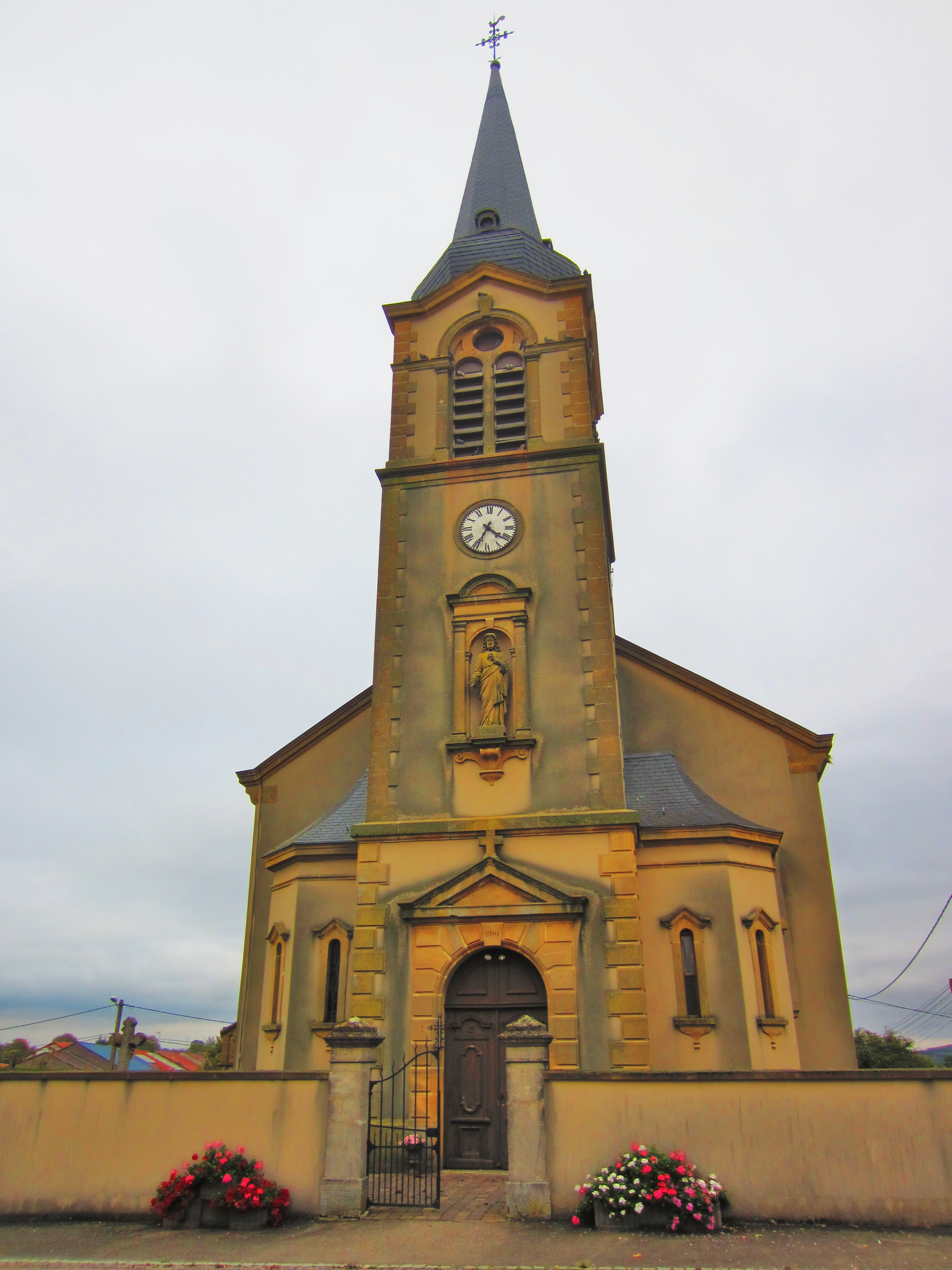
Kerk van Saint-Remi / St. Remigius in Many / Niderung

Many (Duits: Niderung) is een gemeente in het Franse departement Moselle (regio Grand Est) en telt 237 inwoners (1999). De plaats maakt deel uit van het arrondissement Forbach-Boulay-Moselle.

## Geografie
De oppervlakte van Many bedraagt 8,2 km², de bevolkingsdichtheid is 28,9 inwoners per km².
De onderstaande kaart toont de ligging van Many (Moselle) met de belangrijkste infrastructuur en aangrenzende gemeenten.

## Demografie
Onderstaande figuur toont het verloop van het inwonertal (bron: INSEE-tellingen).